# Mirandea
- Commons
- Wikispecies

Mirandea Rzed., segundo o Sistema APG II, é um gênero botânico da família Acanthaceae.

## Espécies
Apresenta quatro espécies:
- Mirandea andradenia
- Mirandea grisea
- Mirandea huastecensis
- Mirandea sylvatica
- «Lista das espécies»

## Nome e referências
Mirandea Rzedowski, 1959

## Classificação do gênero
| Sistema | Classificação                       | Referência            |
| ------- | ----------------------------------- | --------------------- |
| APG II  | Ordem Lamiales, família Acanthaceae | APweb, versão 9, 2008 |